# Santuario de la Virgen de Gracia (Caudete)
El Santuario de la Virgen de Gracia sito en la localidad de Caudete (provincia de Albacete, España) se encuentra sobre lo que según la tradición local en época visigoda fue un monasterio benedictino del que no se han hallado restos. El origen de la actual construcción data del siglo XV aunque la mayor ampliación del santuario correspondió al siglo XVIII, en torno a 1741.
Fue declarado Bien de Interés Cultural el 22 de diciembre de 1992 con el identificador del bien otorgado por el Ministerio de Cultura: RI-51-0007360. 
Su estilo arquitectónico imita al grecorromano, y su planta rematada por una cúpula de linterna barroca hace que resalten aún más sus grandes dimensiones. 
En la fachada principal del edificio encontramos bellísimos frescos en pintura neogótica hechos mediante la técnica del trampantojo realizados por Agustín Espí Carbonell en 1907 con motivo del XIII Centenario de la llegada de la Virgen de Gracia a Caudete y su coronación canónica. Estos frescos narran la leyenda piadosa de las imágenes de Nuestra Señora de Gracia y San Blas, patrones de Caudete. 
En el interior destacan los grandes cuadros del pintor José Pérezgil, realizados en 1960 que narran escenas de la vida de la Virgen, y en el altar mayor destaca un hermoso retablo con pinturas al óleo de Francisco Rodríguez Sánchez Clement, que sustituye al viejo retablo barroco quemado durante la Guerra Civil, en el que se representan escenas de la tradición piadosa.  
Es de destacar el camarín de la Virgen, revestido con azulejería valenciana de Alcora del siglo XVIII y el Museo de Mantos de la Virgen, que alberga en sus vitrinas un importante patrimonio artístico y cultural de temática religiosa, de entre el que destacan los valiosos mantos de la Virgen de Gracia, siendo el más antiguo del siglo XVII. También resultan de especial interés una tabla de pintura gótica del siglo XV que representa a San Martín de Tours y las cenizas y algunas de las joyas que llevaba la imagen de la Virgen en el momento de su quema en 1936.  

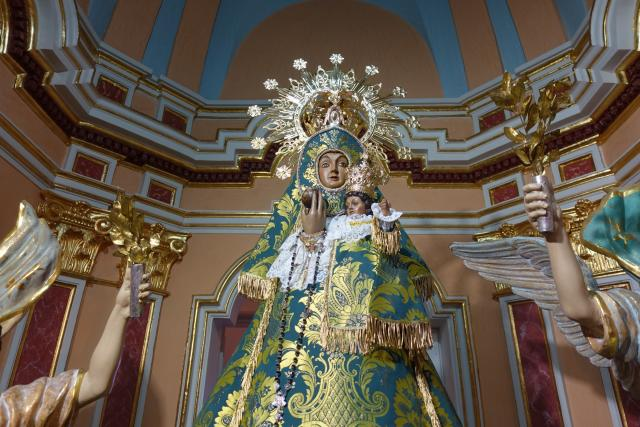
La Virgen de Gracia Coronada de Caudete

Justo debajo del camarín se puede visitar el sepulcro donde, según la tradición, fueron encontradas las imágenes de la Virgen de Gracia y San Blas el 16 de diciembre de 1414.
Como se ha mencionado, el santuario fue incendiado el 22 de julio de 1936, perdiéndose gran parte de los tesoros artísticos que albergaba en su interior, incluida la imagen románica de la Virgen. Durante la posguerra todo el complejo fue restaurado, y en 1941 el escultor Miguel Bañón re-hizo la talla de la Virgen. En esta nueva talla se incrustó el orbe que la imagen sostiene en la mano derecha, único resto que sobrevivió de la talla románica al incendio de 1936.
El santuario de la Virgen de Gracia y su explanada cobran una relevancia especial durante las fiestas de Moros y Cristianos entre el 6 y el 10 de septiembre, pues aquí tienen lugar algunos de los actos más entrañables y emotivos de las mismas. Destaca especialmente la subida de la Virgen el 7 de septiembre a las 7 de la mañana.

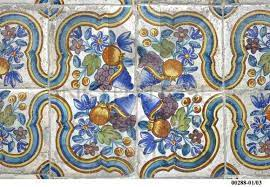
Azulejería valenciana del camarín

El santuario está abierto todos los días si bien el Museo de los Mantos puede visitarse previo contacto con algún miembro de la directiva de la M.I. Mayordomía, o con la encargada.